# سفارت ایالات متحده آمریکا در اسلو
سفارت ایالات متحده آمریکا در اسلو (به لاتین: Embassy of the United States) یک منطقهٔ مسکونی و نمایندگی سیاسی ایالات متحده آمریکا در نروژ است که در Oslo Municipality واقع شده‌است.